# Paşabahçe
 (août 2017).
Si vous disposez d'ouvrages ou d'articles de référence ou si vous connaissez des sites web de qualité traitant du thème abordé ici, merci de compléter l'article en donnant les références utiles à sa vérifiabilité et en les liant à la section « Notes et références ».
Paşabahçe, historiquement Türkiye Şişe ve Cam Fabrikaları Anonim Sosyetesi en français : « société anonyme turque de fabrication de bouteilles et de verre », est un fabricant de verre turc fondé en 1935. l'entreprise est née de la volonté de Mustafa Kemal Atatürk de disposer d'une industrie dirigée dans le secteur verrier. L'entreprise est située à Istanbul, dans le quartier qui a pris le nom de l'entreprise, le quartier de Paşabahçe (tr). Il s'agit désormais de la marque la plus connue du groupe Şişecam (en).

## Histoire
La production commence par des ustensiles de cuisine en verre sodocalcique, produits à la main. À partir de 1955 le process s'automatise, et en 1974 commence la production de produits en verre borosilicate.
L'entreprise d’État s'agrandit, d'autres usines sont ouvertes à Kırklareli, Mersin et Eskişehir où l'on produit du verre sodocalcique, du cristal et du verre borosilicate, et à Denizli où l'on produit du verre sodocalcique et du cristal.
L'entreprise s'ouvre sur l'international en exportant à partir de 1960 ses productions aux États-Unis. En 2003, Paşabahçe achète l'usine Posuda, en Russie. L'entreprise entre alors dans le groupe des principaux verriers mondiaux. En 2004, Paşabahçe ouvre une nouvelle usine en Bulgarie, sous le nom de Trakya Glass Bulgaria-EAD.
En 2012, Paşabahçe est le troisième verrier au niveau mondial, et le deuxième verrier au niveau européen.